# Cava

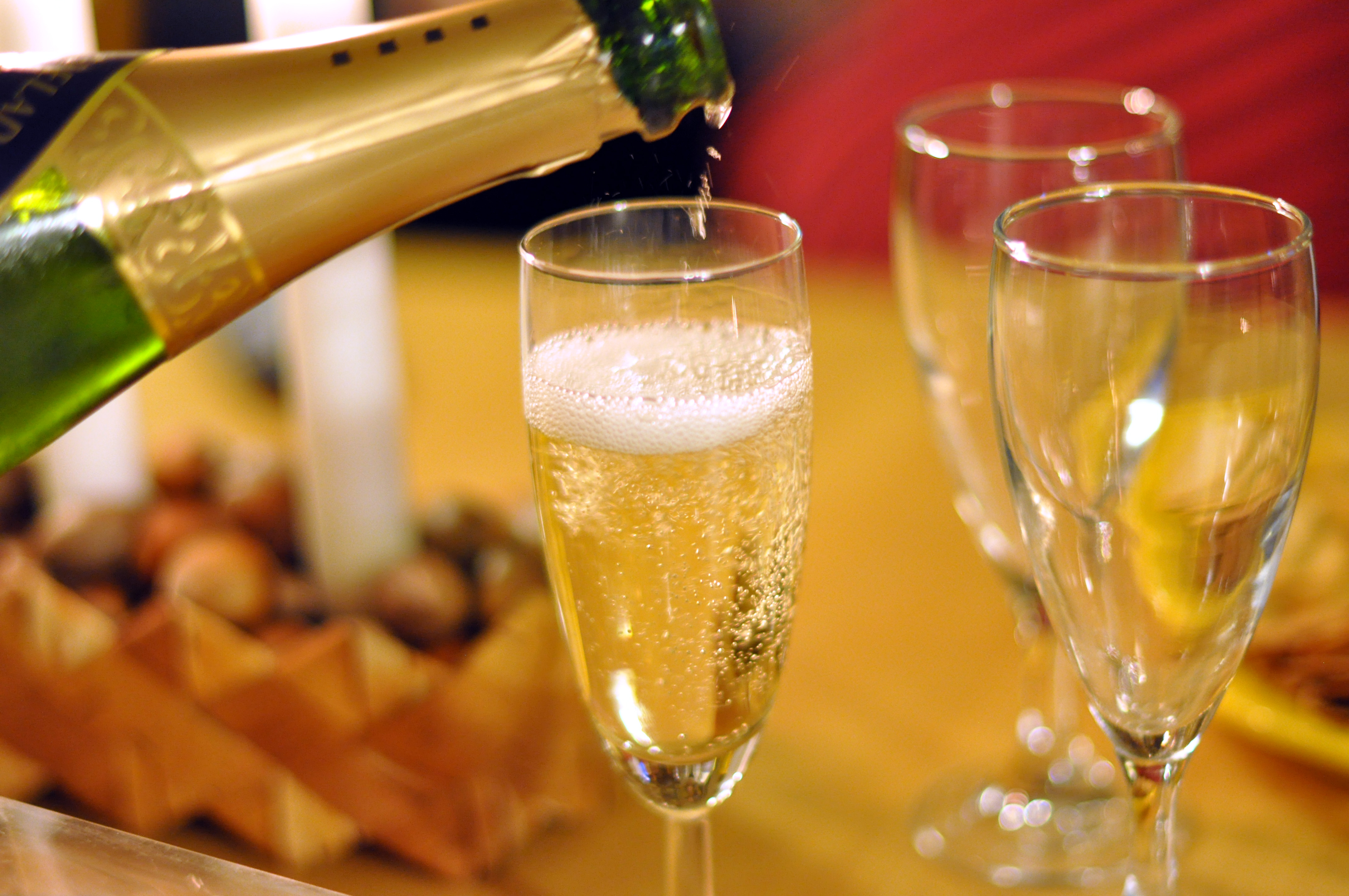
Cava

Cava, el cava (vi escumós), ist ein mittels Flaschengärung hergestellter spanischer Schaumwein.

## Geschichte

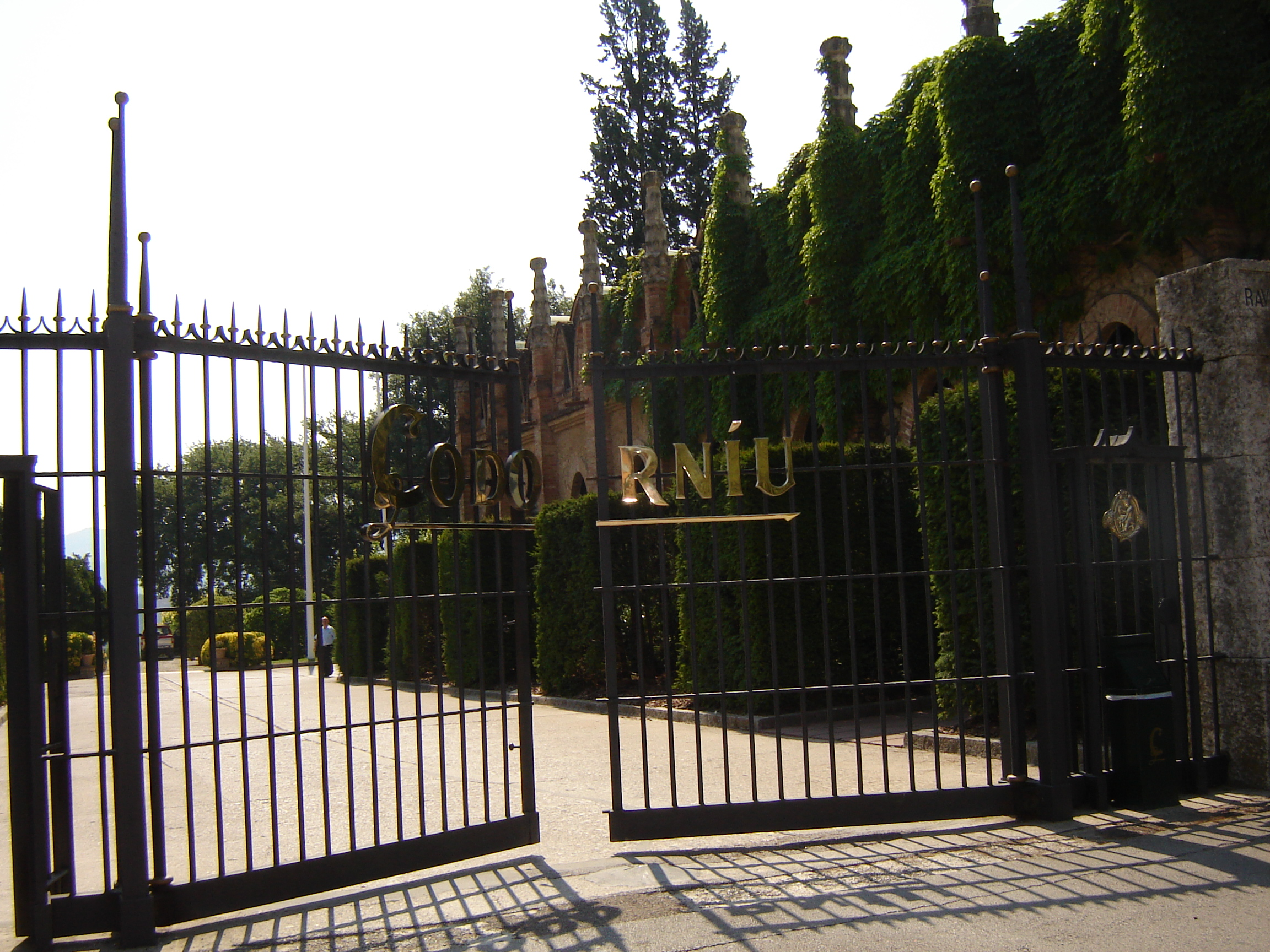
Can Codorníu

Im Jahr 1872 begann Josep Raventós i Fatjó auf dem Weingut Can Codorníu in der Region des Penedès mit der Erzeugung von Schaumwein nach der Flaschengärungsmethode und legte somit den Grundstein zur Produktion von Cava.
Häufig wird José Raventós als Erfinder des spanischen Schaumweins genannt, der in Sant Sadurní d’Anoia in der heutigen D.O. Penedès im Jahre 1872 angeblich erstmals einen Schaumwein produzierte. Hier widersprechen sich jedoch die Aufzeichnungen, denn bereits im Jahr 1850 stellte Antoni Gali Comas einen Schaumwein her. Darüber hinaus wird auch Luis Justo y Villanueva (1834–1880) genannt, Labordirektor des Landwirtschaftlichen Instituts Institut Agrícola Català de Sant Isidre, der die Flaschengärungsmethode untersuchte und lehrte. Im Jahr 1872 wurden bei einem Wettbewerb in Barcelona von dreien seiner Schüler Schaumweine präsentiert. Tatsache ist jedoch, dass Josep Raventós als Oberhaupt des Betriebes Codorníu als erster den Schaumwein aus den heutigen Standard-Sorten Parellada, Xarel·lo und Macabeo herstellte und als erster auf den Markt brachte (1879). 
Damals wurde der Schaumwein nach dem französischen Champagner (katalanisch  Xampàn und spanisch Champaña oder Champán) genannt. Im Jahr 1986 erfolgte der EU-Beitritt Spaniens. Zeitgleich, aber unabhängig davon, musste man aus rechtlichen Gründen einen neuen Namen verwenden, denn die Bezeichnung „Champagner“ durfte nicht mehr benutzt werden. 
In Spanien unterscheidet man zwischen Cava und Bodega – beides bedeutet „Kellerei“. Eine Bodega ist jedoch meist ein einfaches, von Erde bedecktes aber meist ebenerdiges Gebäude, während eine Cava immer unterirdisch angelegt wird, da der Schaumwein während der Hefelagerung am besten unter kühlen Temperaturen reift und dies ursprünglich unterirdisch am einfachsten zu bewerkstelligen war.  Die Winzer nannten in der Folge ihre oberirdisch erzeugten Produkte „Bodega-Weine“ und die unterirdisch erzeugten Schaumweine „Cava“.
Seit 1986 ist Cava mit der Qualitätsbezeichnung Denominació d’Origen Cava (auf Katalanisch) bzw. Denominación de Origen Cava (auf Spanisch), geschützt – DO Cava bedeutet in diesem Fall somit keine Herkunftsbezeichnung aus einer bestimmten Region, sondern einen Qualitätshinweis. In den Korken eines echten Cava ist ein Stern eingebrannt. Die übrigen Schaumweine (die sich nicht Cava nennen dürfen) werden als Fermentació en ampolla bzw. Fermentación en botella bezeichnet.

## Zugelassene Weinsorten
Für weiße Cavas sind die Sorten Parellada, Xarel·lo, Macabeo (Viura), Subirat (Malvasia Riojana), Chardonnay und seit Mai 2007 auch Pinot Noir, sowie für Rosados Monastrell und Garnacha Tinta zugelassen.

## Herstellung/Orte

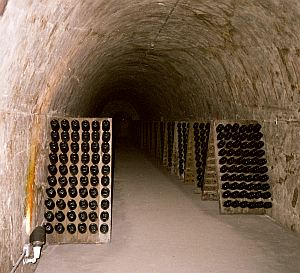
Rüttelpult in einer Cava

Insgesamt 159 Gemeinden in Spanien sind für die Produktion von Cava zugelassen. Für ihn gelten vergleichbare Anforderungen wie für den Crémant oder Champagner aus Frankreich. Er wird nach dem Flaschengärverfahren aus den weißen Rebsorten Xarel·lo, Macabeo, Parellada, also als Blanc de Blancs, aber auch aus Chardonnay-Trauben sowie Garnatxa, Monastrell, Trepat und Pinot Noir hergestellt. Die kräftige und zuckerreiche Xarel·lo gibt dem Wein Körper und Alkohol, Parellada sorgt für die Eleganz und Macabeu sorgt mit den typischen Aromen von Apfel für die Fruchtigkeit. Die minimale Lagerdauer auf der Hefe beträgt für alle Cavas neun Monate, für Cavas mit Jahrgangsangabe zwei Jahre. Die Gran Reservas lagern mindestens 30 Monate auf der Hefe. Zu den Bestimmungen gehört auch, dass der Alkoholgehalt zwischen 10,8 und 12,8 Vol.-% liegt, in Spanien mit Grad (°) bezeichnet.
Rund 96 % der Cavaproduktion findet in der Weinbauregion Penedès westlich von Barcelona statt. Die großen Kellereien Freixenet, Codorníu, Juvé y Camps, Marqués de Monistrol, Segura Viudas und Josep Masachs befinden sich bei der Stadt Sant Sadurní d’Anoia, etwa 50 km westlich von Barcelona und können teilweise auch besichtigt werden. Der auf Kreidefelsen gebaute Ort verfügt über zahlreiche Reifekeller. Mehr als 200 Cava-Hersteller haben dort ihre Heimat. In den großen Kellereien transportieren kleine Bahnen die Trauben und die Flaschen auf Schienen unter der Erde. 

### Hersteller
Mit regelmäßig mehr als 200 Millionen Flaschen jährlich ist Spanien nach Frankreich der zweitwichtigste Herkunftsmarkt für Qualitätsschaumwein weltweit. Im Jahr 2010 erhöhte sich die Produktion erneut um elf Prozent auf 245 Millionen Flaschen. Davon wurden 95 Millionen auf dem Heimatmarkt verkauft und 150 Millionen exportiert, davon allein 41 Millionen nach Deutschland. Bekannte Produzenten sind Cava Guilera, Albet i Noya, Castellblanch, Castell d’Age, Castillo Perelada, Codorníu, Freixenet, Jané Ventura, Jaume Serra, Juve y Camps, Marqués de Monistrol, Masía Bach, Miguel Torres, Oliveda, Parxet, Pere Ventura, Pinord, Raïmat, Rondel, Segura Viudas, Torelló, Vallformosa.

## Sorten
Der übliche Cava hat die Geschmacksrichtung Brut, trocken mit weniger als 15 g/l Restzucker. Es wird auch die Richtung Extra Brut mit weniger als 6 g/l Restzucker sowie die Geschmacksrichtung Brut Nature <3 g/l Restzucker angeboten. Extra Dry (oder Extra Sec) hat 12 bis 20 g/l Restzucker, Dry (kat. Sec, span. Seco) 17 bis 25 g/l, Semi Dry (kat. Semi Sec, span. Semiseco) 33 bis 55 g/l und Sweet (kat. Dolç, span. Dulce) mindestens 50 g/l Restzucker.
Es gibt mit Reserva und Gran Reserva als Qualitätsbezeichnungen (abhängig von der Reifezeit in der Flasche von 18 respektive 30 Monaten) Produkte, die im Preisniveau an französische Qualitätsmarken heranreichen. Kenner schätzen an den Spitzencavas ihre füllige, aromatische Blume – selbst die Brut natural, ohne Restzuckergehalt, sind keineswegs sauer, sondern leicht und spritzig.

## Qualitätsvorschriften
- Anbau: Pflanzdichte pro Hektar zwischen 1500 und 3500 Rebstöcke
- Ertrag: weiße Trauben: 12.000 kg/ha; Rote Trauben: 8.000 kg/ha
- Pressung: aus 150 Kilogramm Trauben höchstens 100 Liter Wein
- Grundwein: Alkoholgehalt zwischen 9,5 und 11,5 Vol.-%
- Schaumwein: Gärung während neun Monaten auf der Hefe, frühestens ein Jahr nach der Lese im Handel
- Qualitäts-Cavas liegen länger auf der Hefe: Nach 15 Monaten gelten sie als Reservas und nach 30 Monaten als Gran Reservas.
- Alkoholgehalt zwischen 10,8 und 12,8 Vol.-%
- Säure min. 5,5 g/l
- Druck min. 3,5 bar bei 20 °C

## Sonstiges
Die D.O. Cava ist nicht auf die Weinregion Penedès begrenzt. In geringem, aber wachsendem Umfang wird auch in anderen spanischen Anbaugebieten wie Rioja, Aragón, Navarra und in anderen dafür eigens registrierten Gemeinden Cava erzeugt.